# Elecciones presidenciales de Estados Unidos de 2028
Está previsto que el 7 de noviembre de 2028 se celebren las elecciones presidenciales de Estados Unidos de 2028, para elegir un presidente y un vicepresidente por un período de cuatro años. Se espera que los ganadores de las elecciones tomen posesión del cargo el 20 de enero de 2029.
Después de ganar las elecciones elecciones presidenciales de 2016 y 2024, Donald Trump no es elegible para un tercer mandato, debido a las disposiciones de la Vigesimosegunda Enmienda. El segundo mandato de Trump expira al mediodía del 20 de enero de 2029, cuando los ganadores de las elecciones serán investidos como el 48.º presidente y el 51.er vicepresidente de los Estados Unidos.

## Antecedentes
El Partido Republicano, representado por Donald Trump y J. D. Vance, regresó al poder en Estados Unidos en enero de 2025 tras las elecciones de 2024. Trump, quien fue elegido presidente en 2016 pero perdió la reelección en 2020 ante Joe Biden, derrotó a la vicepresidenta Kamala Harris, quien comenzó su campaña luego de la salida del presidente Joe Biden de las elecciones de 2024. La victoria de Trump se atribuyó a un aumento de la inflación, una crisis migratoria en la frontera entre Estados Unidos y México y una tendencia que vio una reacción adversa global contra los gobiernos en el poder. Los republicanos aseguraron el control del Senado y mantuvieron la mayoría en la Cámara de Representantes.

## Sistema electoral
El presidente y el vicepresidente de los Estados Unidos son elegidos a través del Colegio Electoral, un grupo de 538 electores presidenciales que se reúnen para votar por el presidente y el vicepresidente. El número de electores en el Colegio Electoral se determina a través del número total de senadores y representantes, con tres representantes adicionales por Washington D. C. . Los electores emiten sus votos para elegir al presidente y al vicepresidente; el ganador es elegido por una mayoría de 270 votos. Si la elección termina en empate, se lleva a cabo una elección de contingencia, en la que la Cámara de Representantes vota al presidente y el Senado vota al vicepresidente. De los 50 estados, 48 utilizan un sistema electoral mayoritario, en el cual los estados otorgan todos sus electores al ganador del voto popular, mientras que en Maine y Nebraska, se asignan dos votos al ganador del voto popular, mientras que cada uno de los distritos congresionales individuales tiene un voto. Los votos electorales son certificados por los electores estatales en diciembre y por el Congreso el 6 de enero.
Los candidatos presidenciales se seleccionan en una primaria presidencial, realizada a través de elecciones primarias o asambleas partidarias o caucus. Los resultados de las elecciones primarias, organizadas por los gobiernos estatales, y de las asambleas partidarias, organizadas por los partidos estatales, vinculan a los delegados de la convención con los candidatos. El Partido Demócrata exige una asignación proporcional si un candidato recibe al menos el quince por ciento en un distrito del Congreso determinado, mientras que el Partido Republicano otorga a los partidos estatales la autoridad de asignar todos los delegados a un candidato dentro de la «ventana de proporcionalidad», establecida en las primeras dos semanas de marzo. Después de la ventana, los partidos estatales podrán establecer reglas individuales. Una convención abierta ocurre cuando un candidato no recibe la mayoría de votos en la primera ronda de votación, o cuando un candidato se retira.
El Artículo II de la Constitución de los Estados Unidos establece que para que una persona pueda desempeñarse como presidente, el individuo debe ser ciudadano por nacimiento de los Estados Unidos, tener al menos 35 años de edad y haber sido residente de los Estados Unidos durante al menos 14 años. La Vigesimosegunda Enmienda prohíbe que cualquier persona sea elegida presidente más de dos veces. Trump no es elegible para buscar un tercer mandato.

### Mapa electoral

Este mapa muestra cómo están divididos los estados según el índice de votación partidista de Cook. Los estados pendulares son los estados en colores más claros.

La mayoría de los estados de los Estados Unidos no son muy competitivos en las elecciones presidenciales y a menudo votan sistemáticamente por el mismo partido debido a diferencias demográficas de larga data. En el Colegio Electoral, esto da como resultado que los candidatos de los principales partidos centren sus campañas principalmente en los estados pendulares, que pueden cambiar de partido de una elección a otra. Estos estados son cruciales para el camino de un candidato presidencial hacia la victoria. Para 2028, los estados clave esperados probablemente incluyan los estados del Cinturón de Óxido de Pensilvania, Wisconsin y Míchigan, así como los estados del Cinturón del Sol de Arizona, Georgia, Nevada y Carolina del Norte, todos las cuales Trump ganó por un estrecho margen en 2024. El Minnesota Star Tribune también informó que el estrecho margen en Minnesota lo convertiría, con mucha probabilidad, en un estado pendular en 2028.
Los estados rojos, también conocidos como el muro rojo o el mar rojo, son estados que votan consistentemente por los republicanos a nivel nacional. El muro rojo rara vez se ha roto, ya que estos estados casi nunca cambian de postura. La última violación significativa del muro rojo ocurrió en las elecciones presidenciales de Estados Unidos de 1992. Estados que antes se consideraban estados pendulares, como Florida, Iowa y Ohio, votaron por Trump en sus tres elecciones, con márgenes cada vez mayores en cada elección (y se han vuelto confiablemente republicanos en otras elecciones estatales y federales), lo que sugiere que ya no son estados pendulares. Los estados azules son estados que votan consistentemente por los demócratas a nivel nacional. Los estados azules en 2024 incluyen lo que a veces se llama el muro azul, así como Colorado, Nuevo Hampshire, Nuevo México y Virginia, antiguos estados bisagra que se han vuelto confiablemente azules desde 2008, incluso en victorias nacionales republicanas. Debido a su reciente historial de votación demócrata incluso durante las victorias nacionales republicanas, el 2.º distrito congresional de Nebraska también se considera a veces azul.

## Partido Republicano

### Candidatos potenciales

Potenciales candidatos demócratas
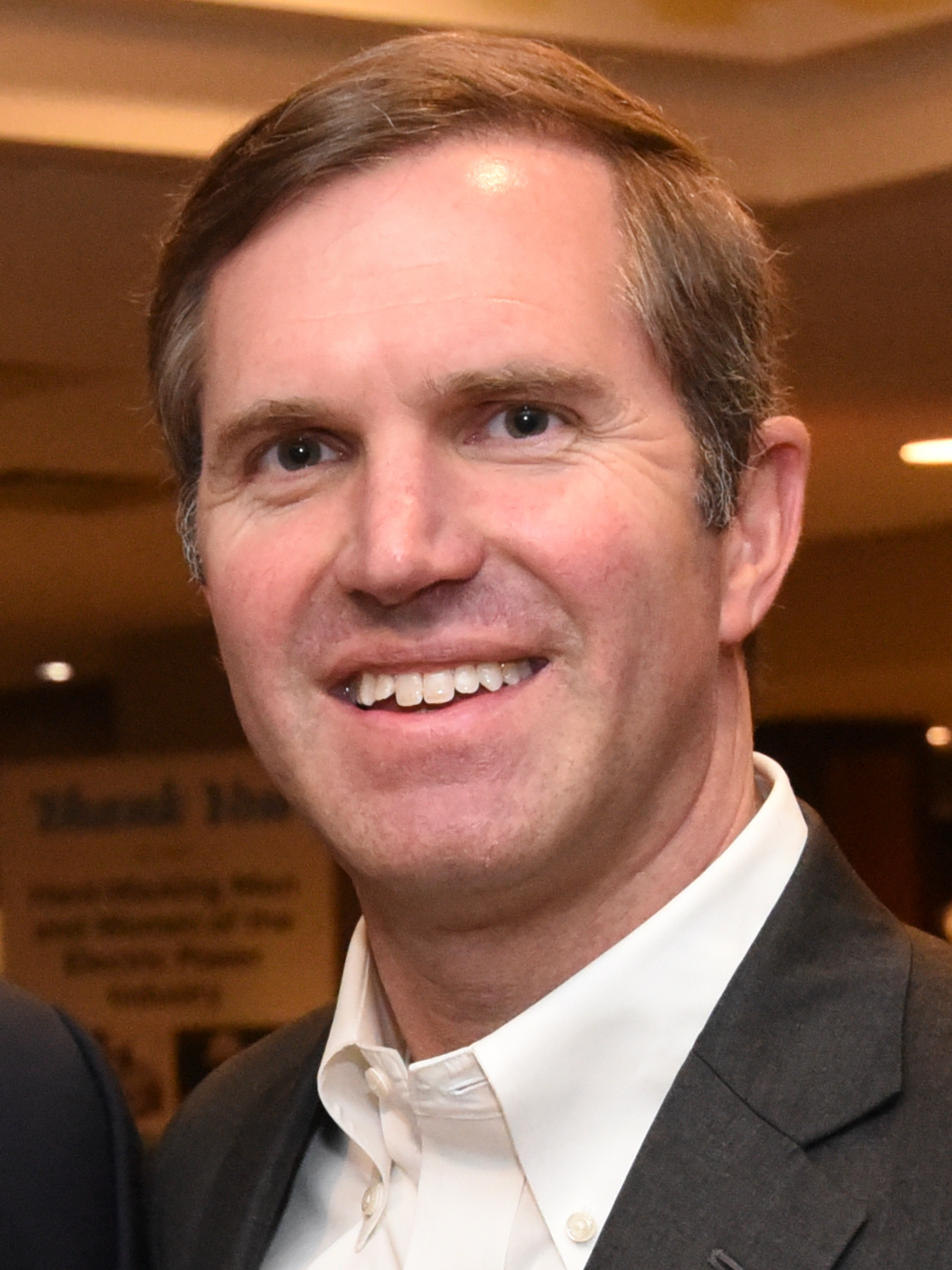
Gobernador Andy Beshear de Kentucky (2019-presente)
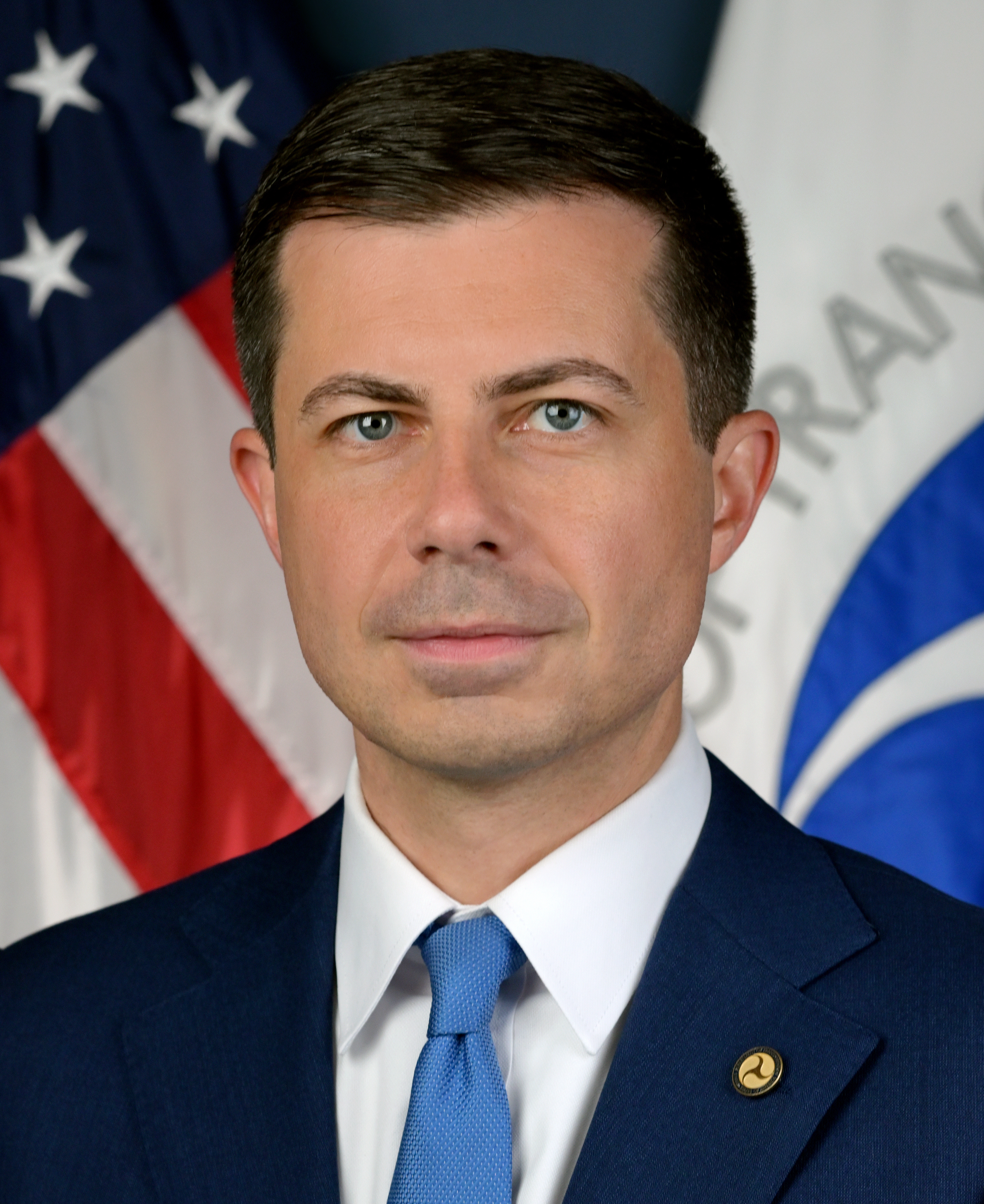
Secretario Pete Buttigieg de Míchigan (2021-2025)
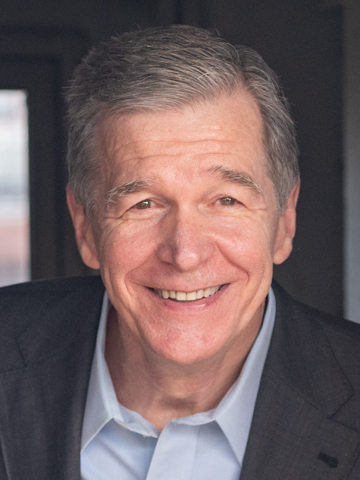
Gobernador Roy Cooper de Carolina del Norte (2017-2025)
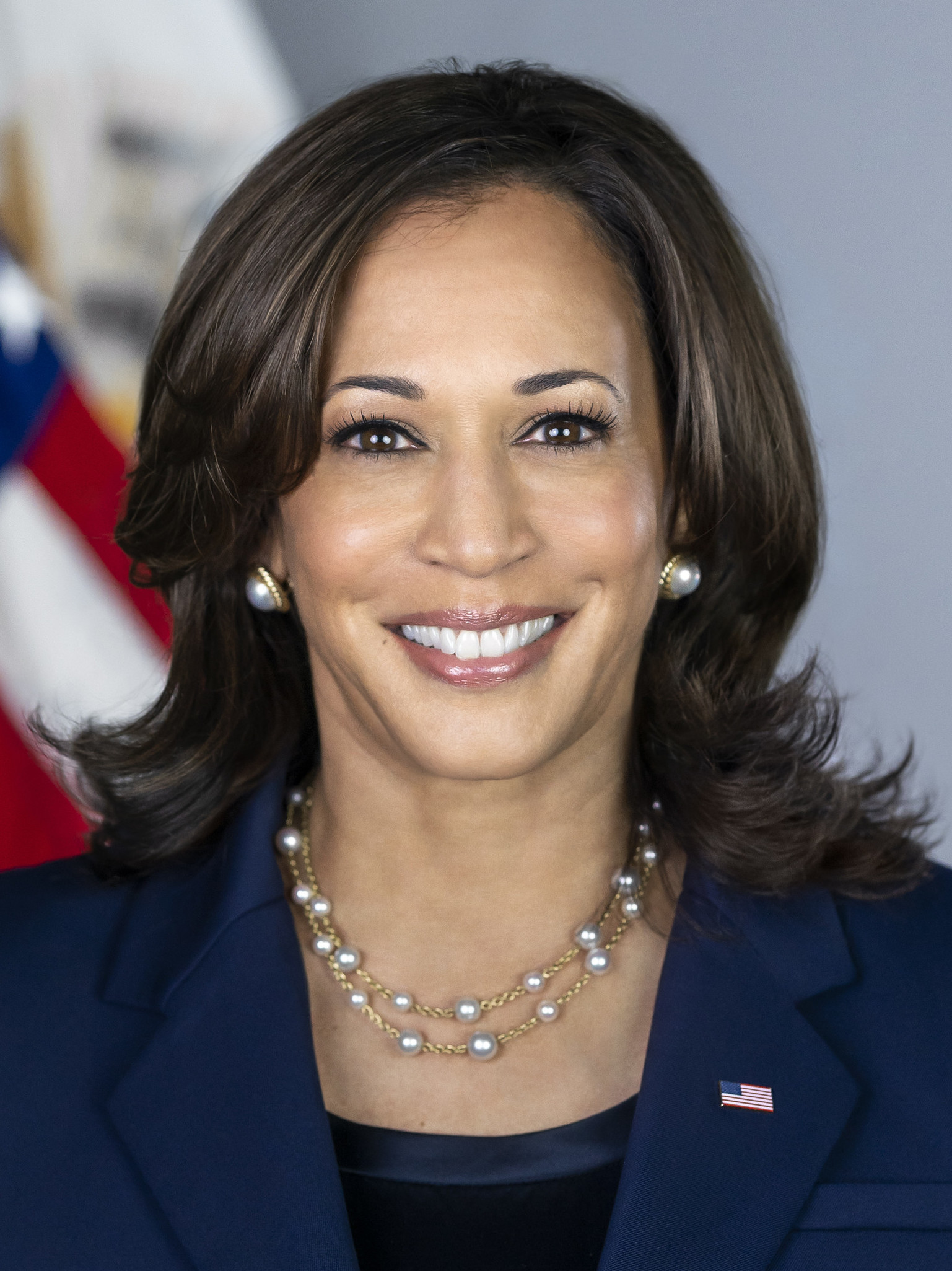
Vicepresidente Kamala Harris de California (2021-2025)
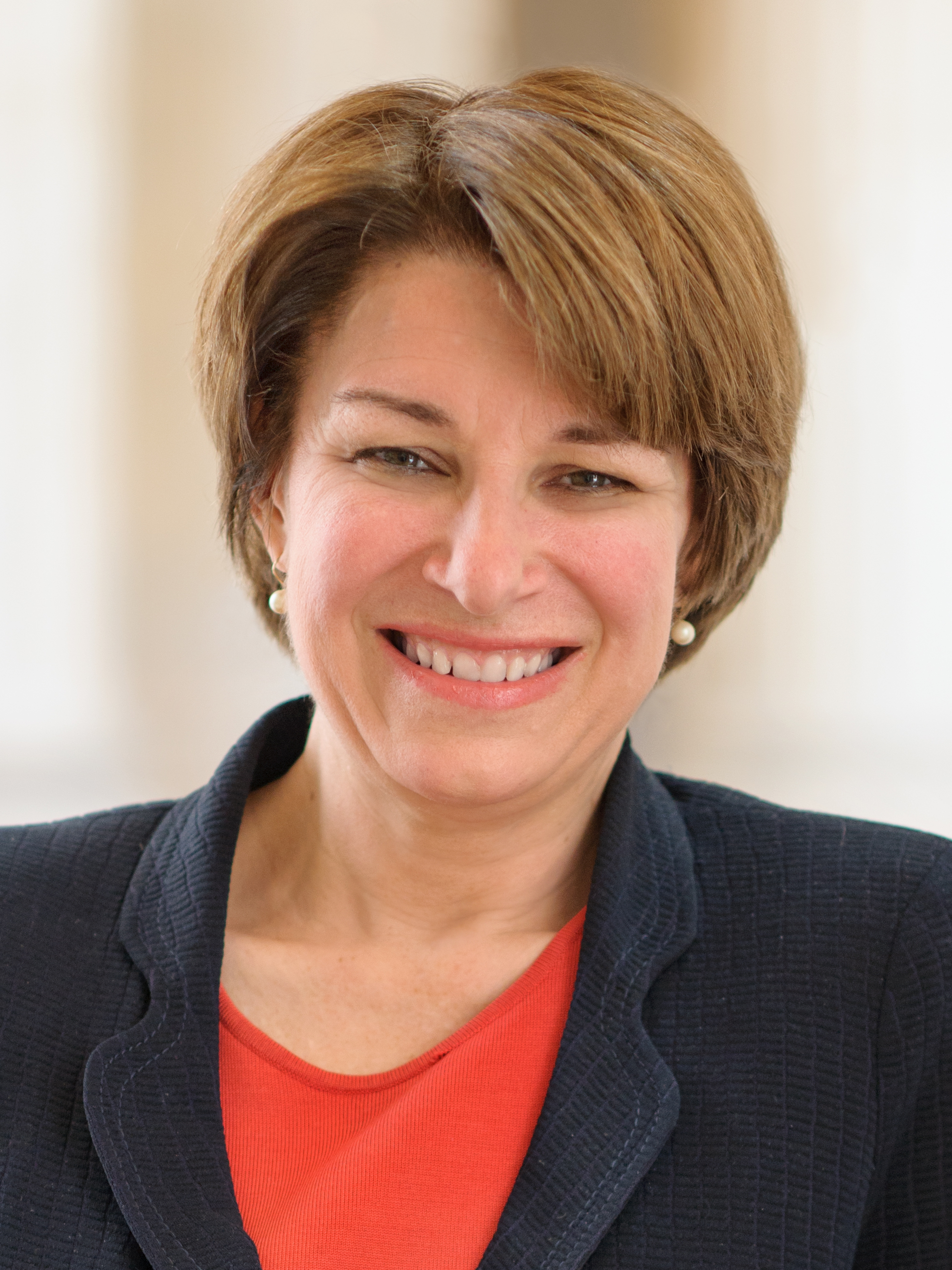
Senadora Amy Klobuchar de Minnesota (2007-presente)
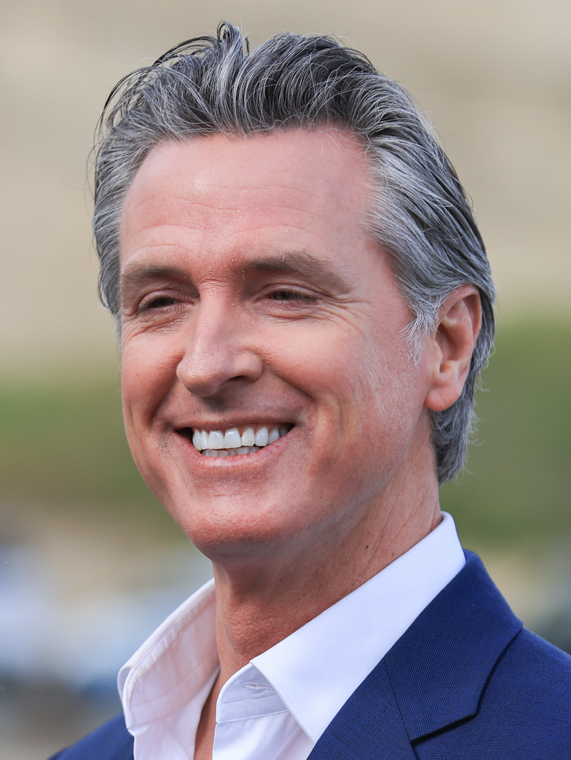
Gobernador Gavin Newsom de California (2019-presente)
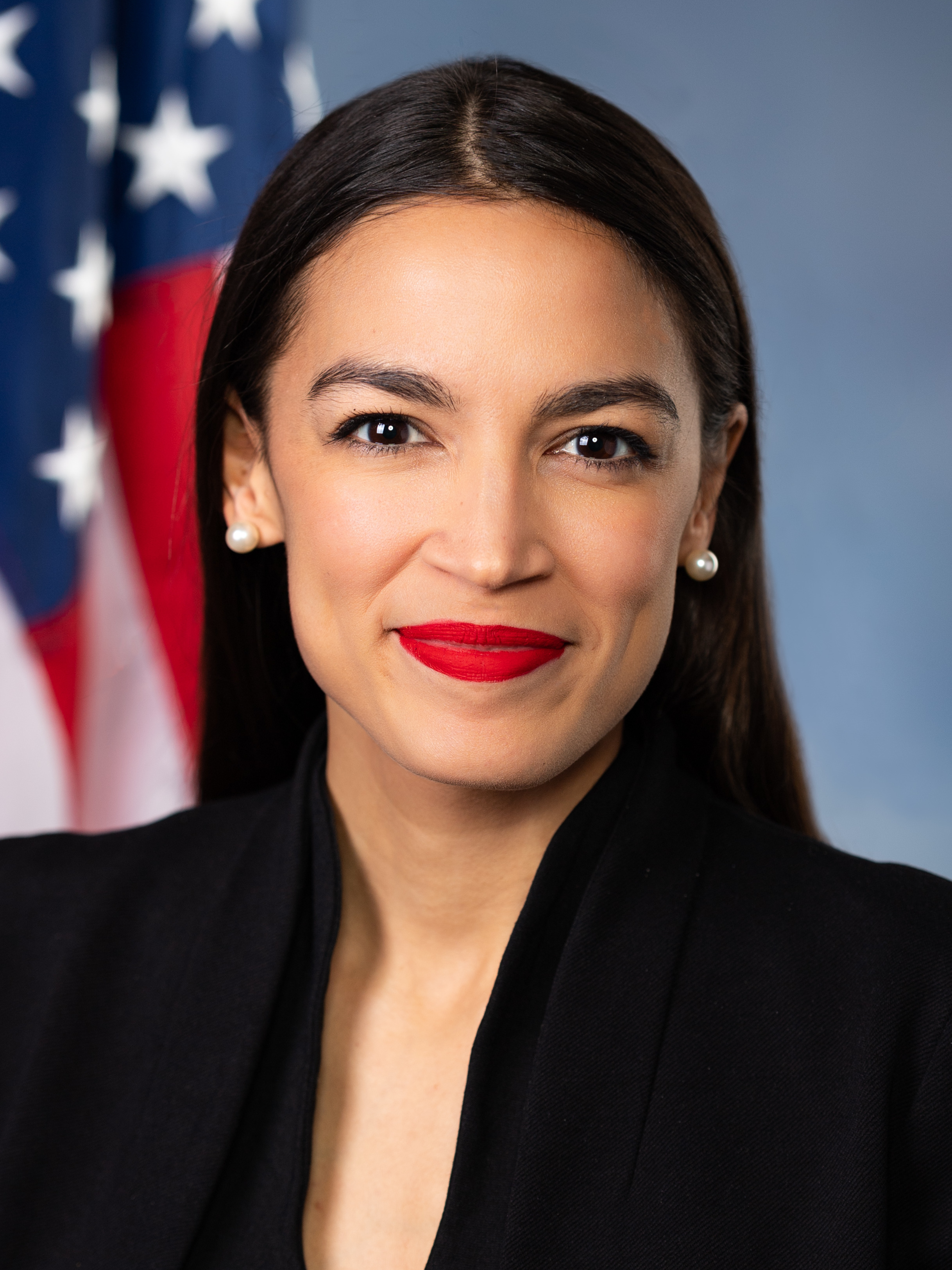
Representante Alexandria Ocasio-Cortez de Nueva York (2019-presente)
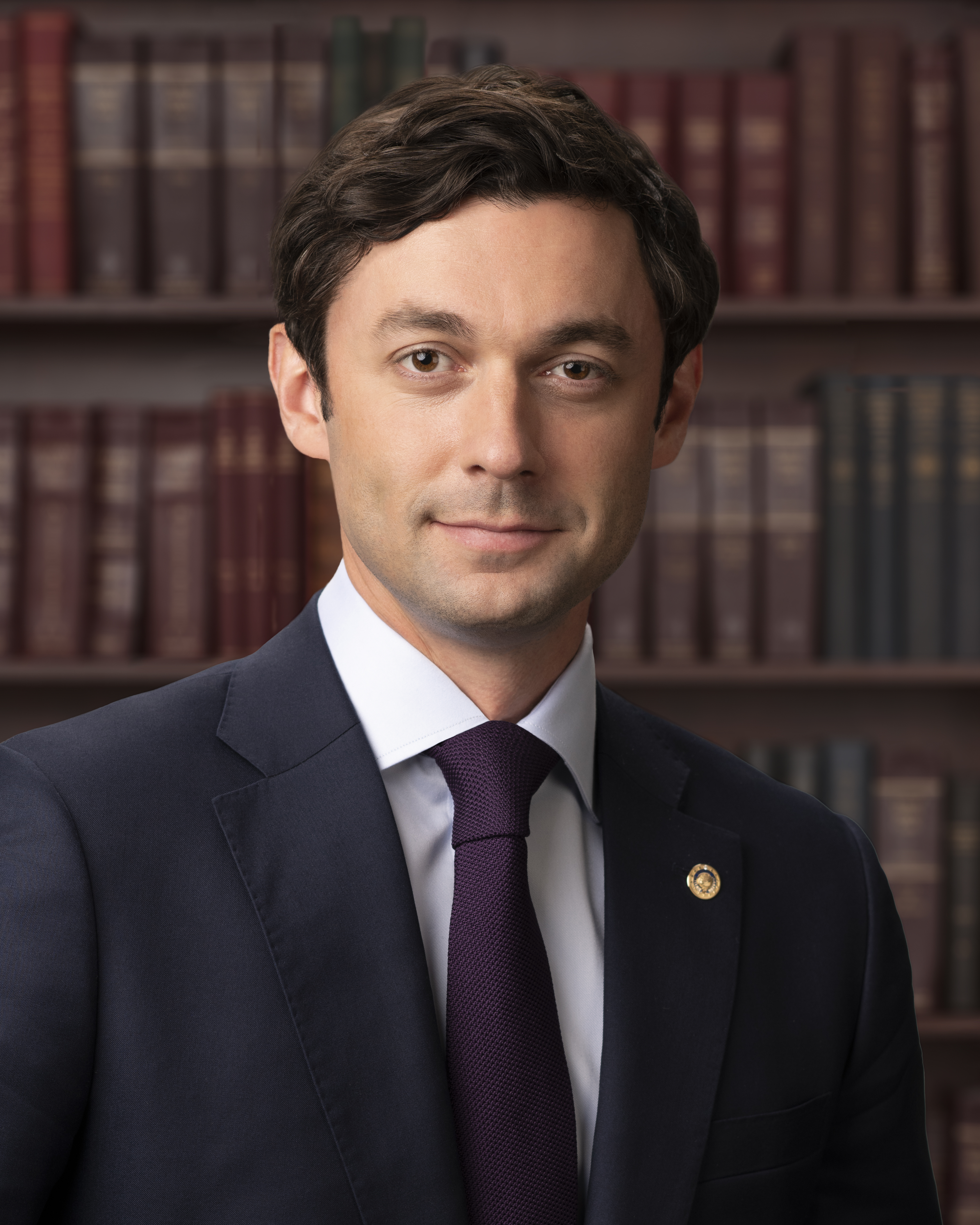
Senador Jon Ossoff de Georgia (2021-presente)
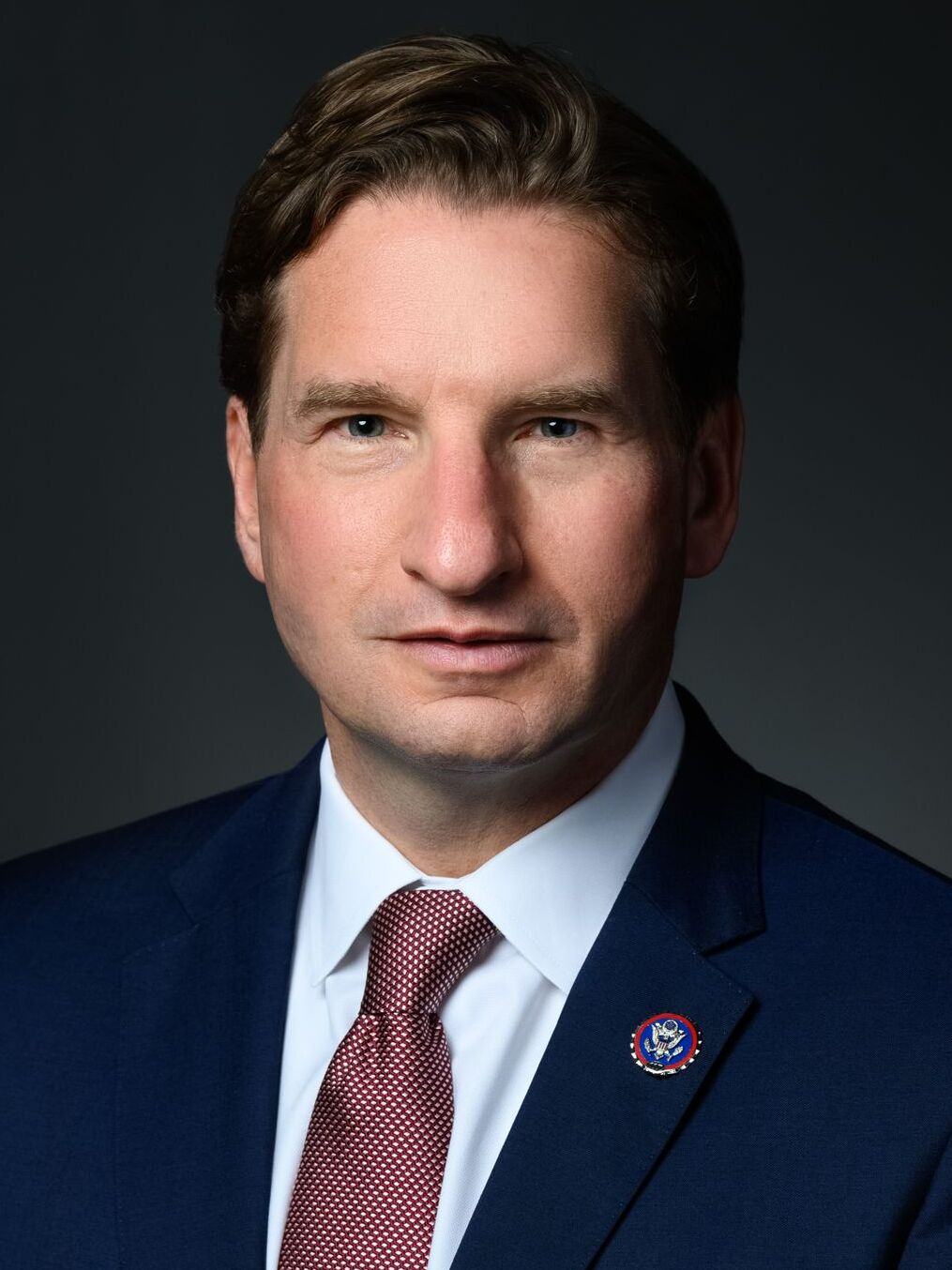
Representante Dean Phillips de Minnesota (2019-2025)
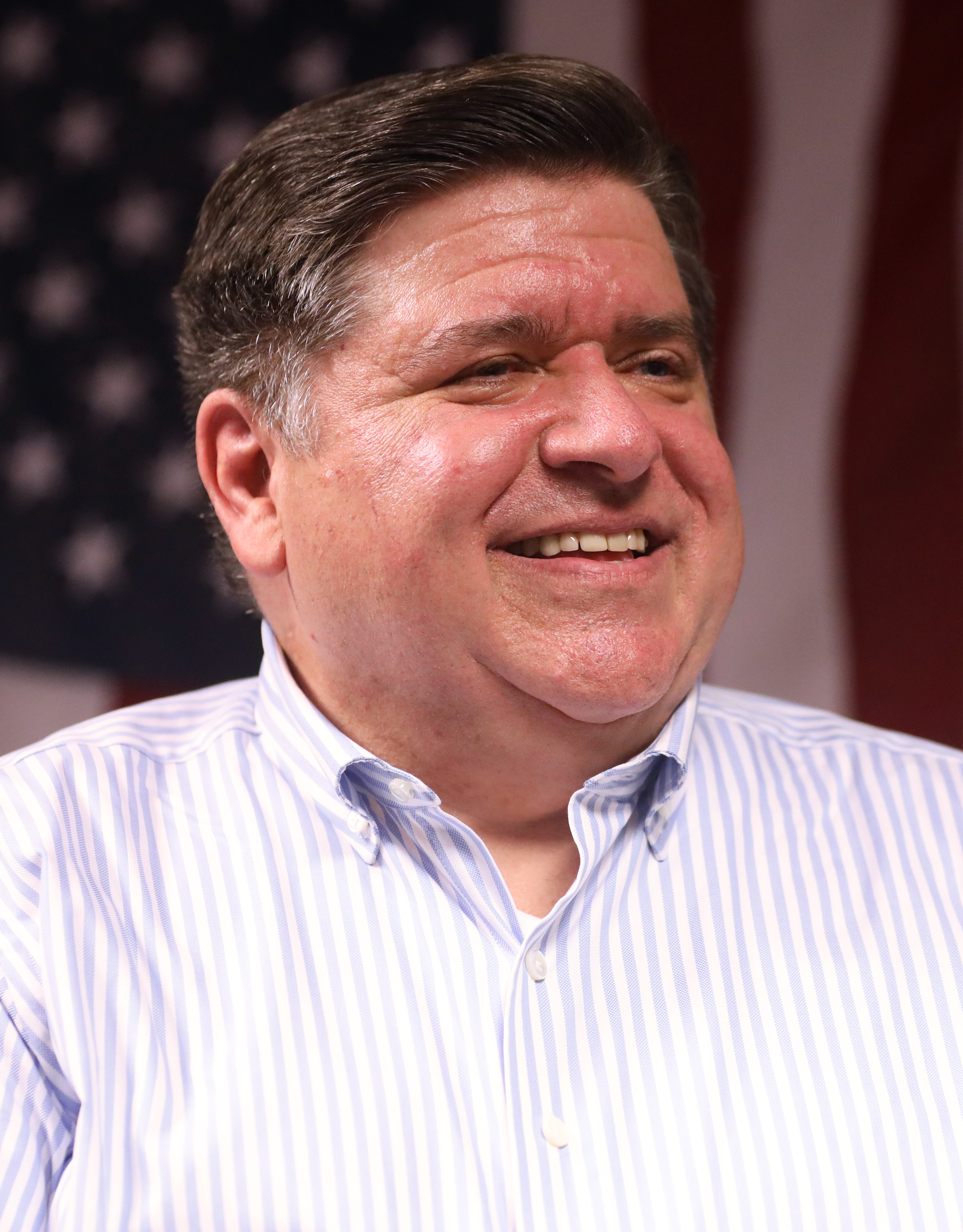
Gobernador J. B. Pritzker de Illinois (2019-presente)
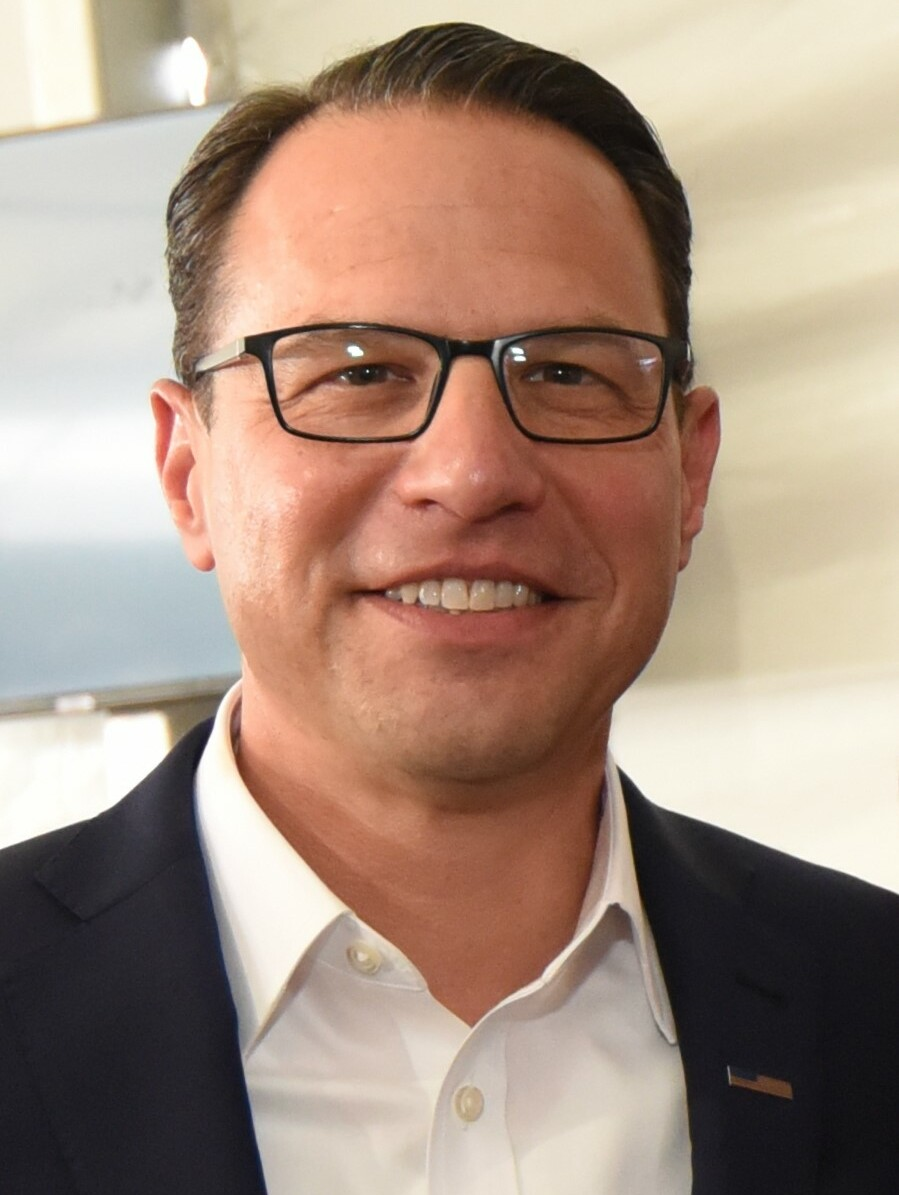
Gobernador Josh Shapiro de Pensilvania (2023-presente)
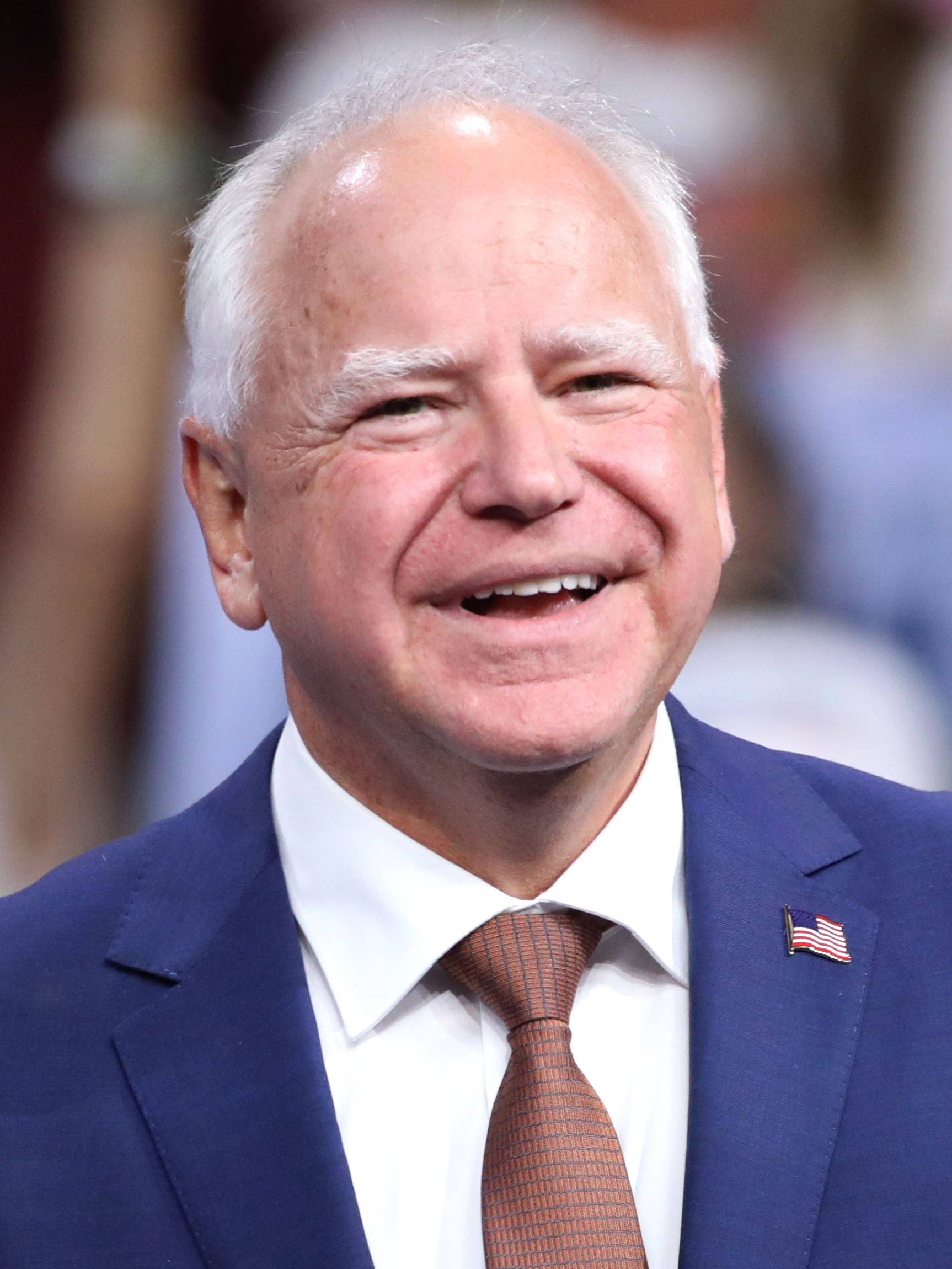
Gobernador Tim Walz de Minnesota (2019-presente)
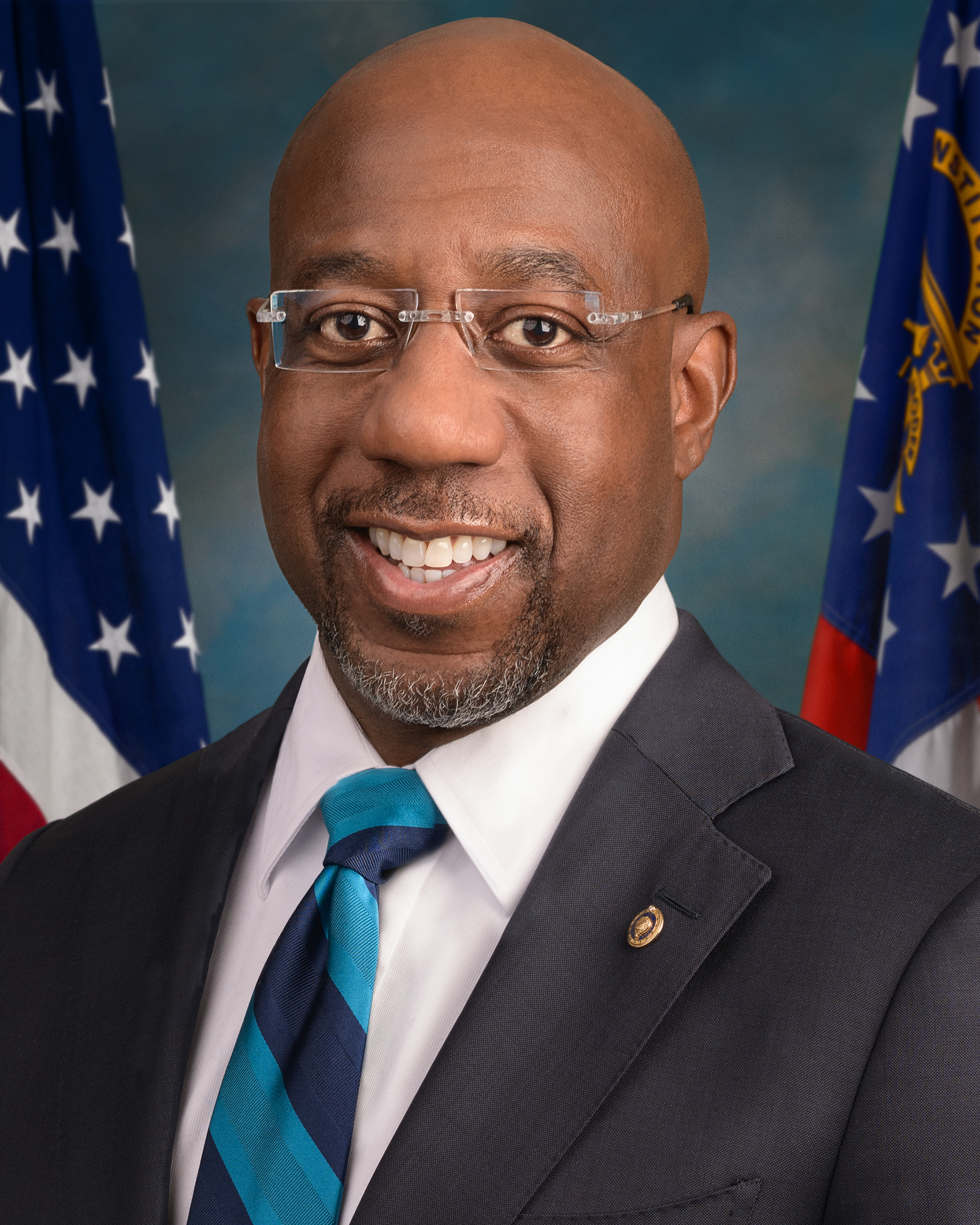
Senador Raphael Warnock de Georgia (2021-presente)
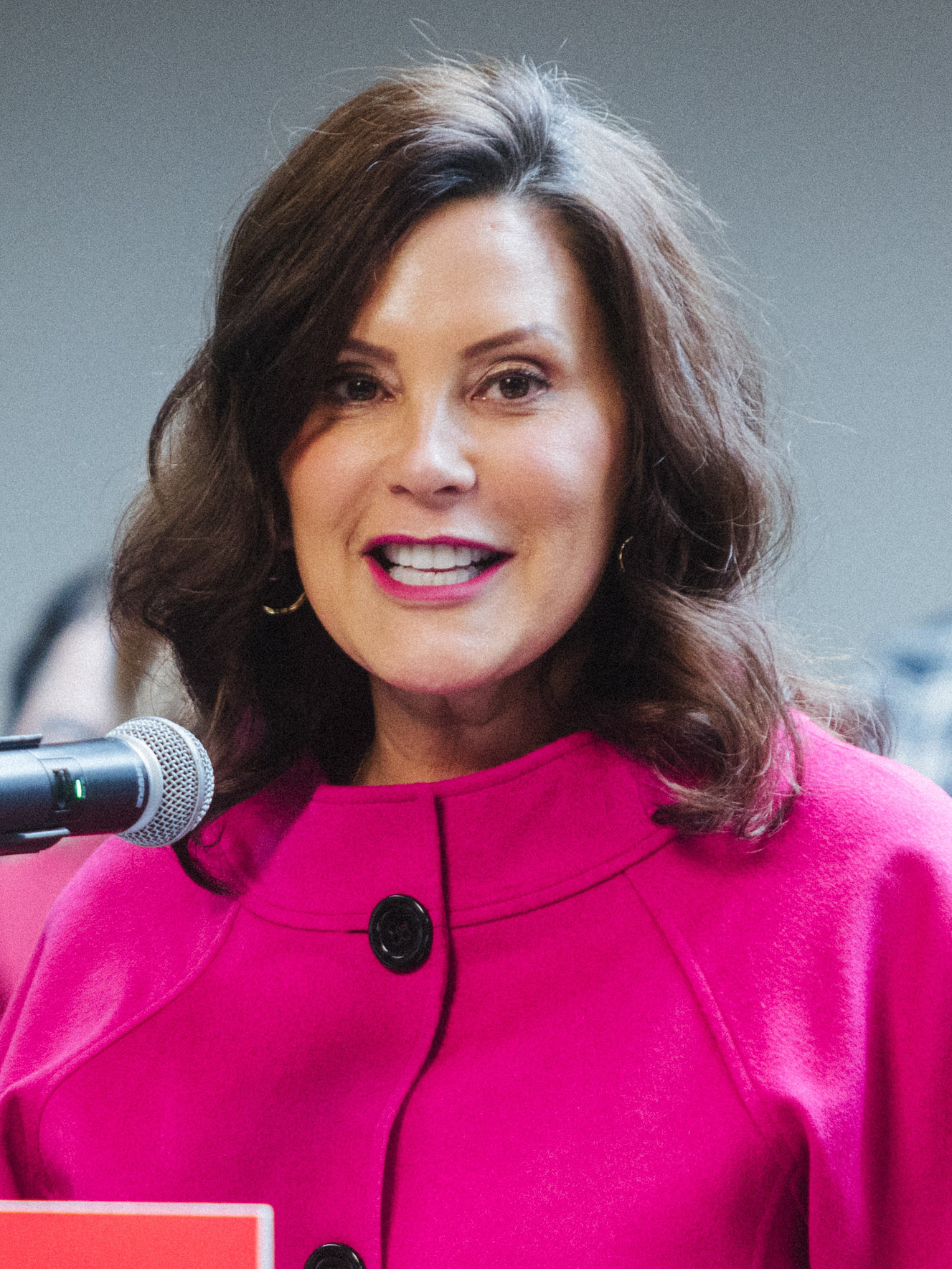
Gobernadora Gretchen Whitmer de Míchigan (2019-presente)

- Potenciales candidatos republicanos[a]

Potenciales candidatos republicanos
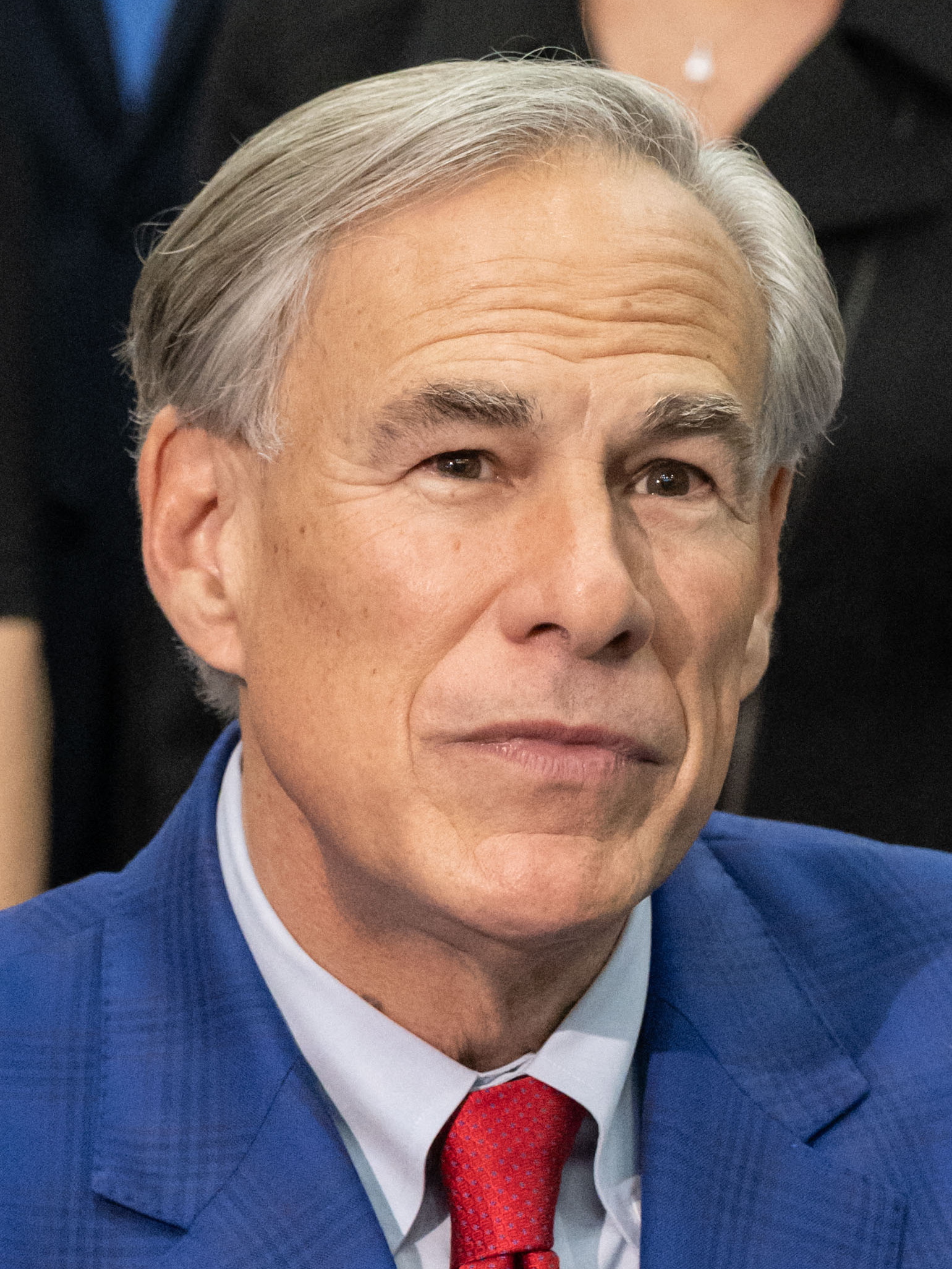
Gobernador Greg Abbott de Texas (2015-presente)
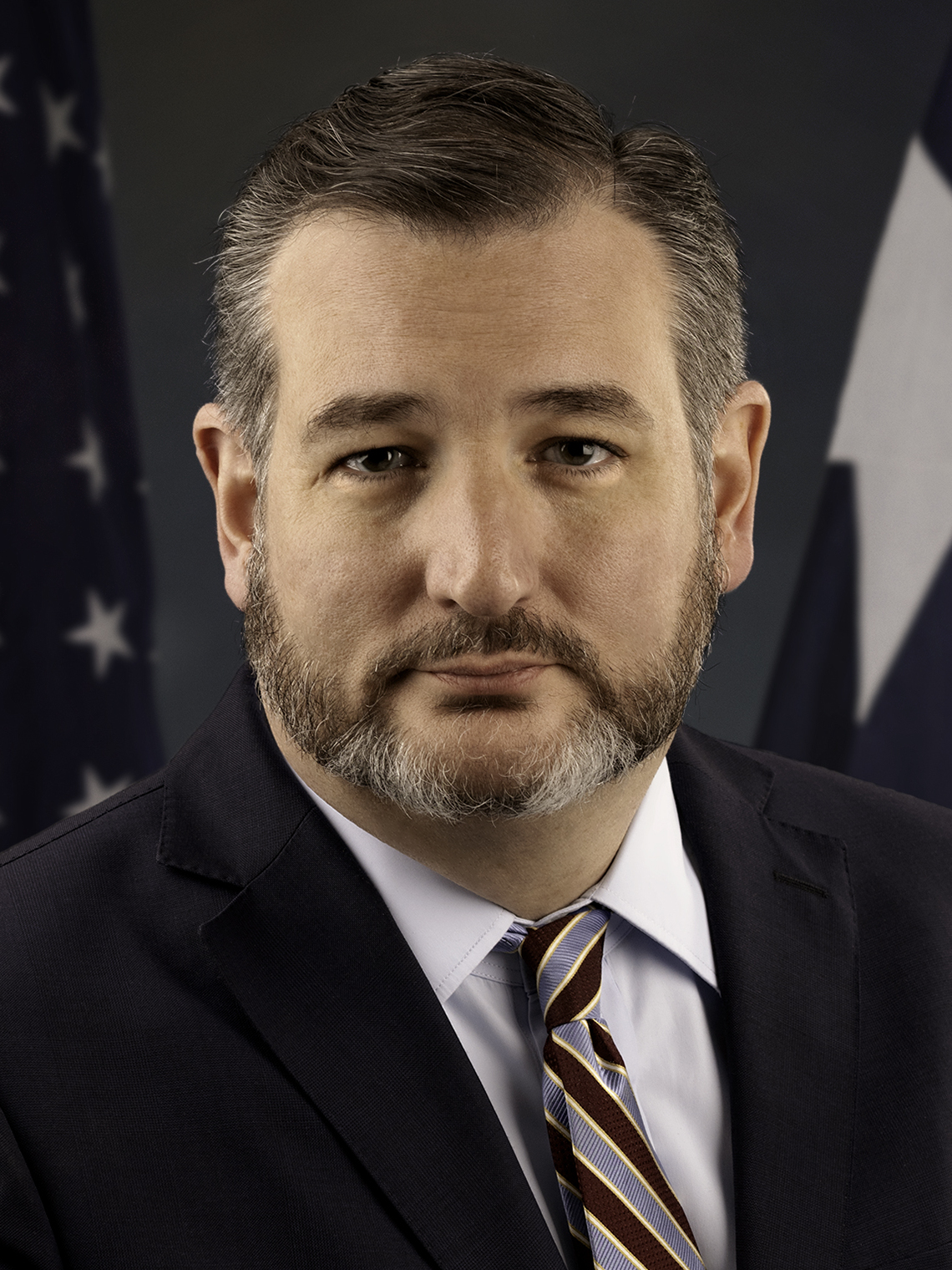
Senador Ted Cruz de Texas (2013-presente)
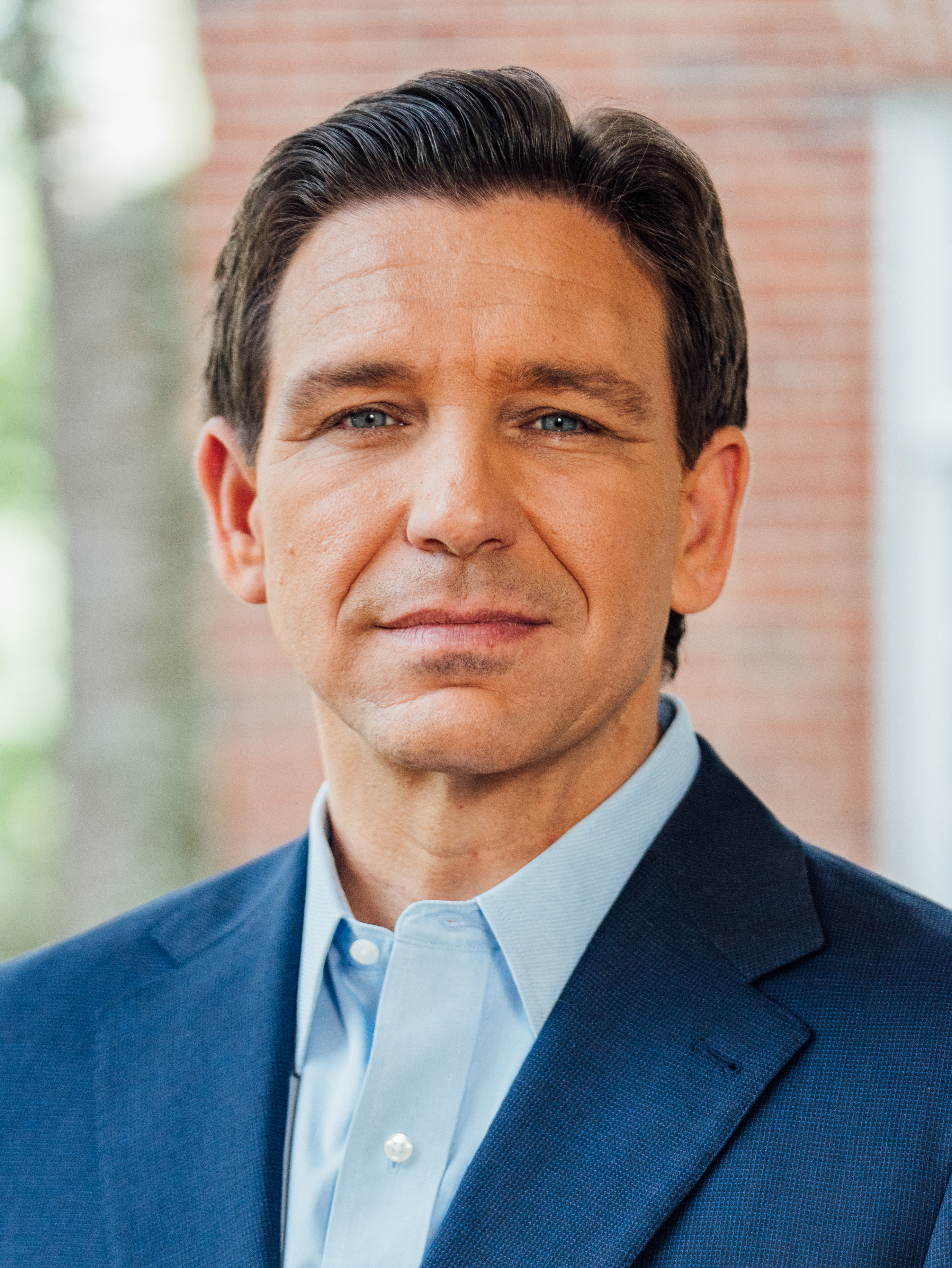
Gobernador Ron DeSantis de Florida (2019-presente)
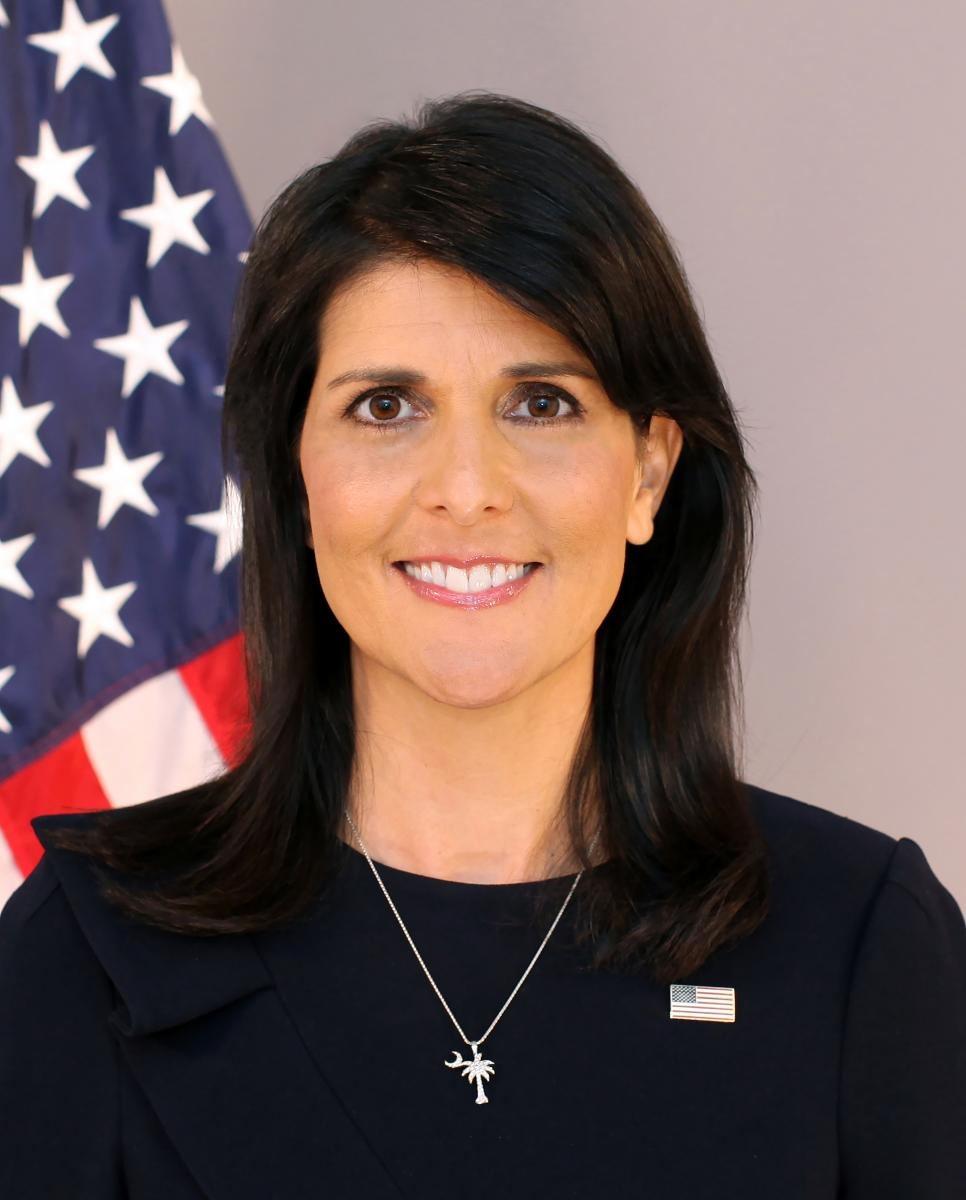
Embajadora Nikki Haley de Carolina del Sur (2017-2018)
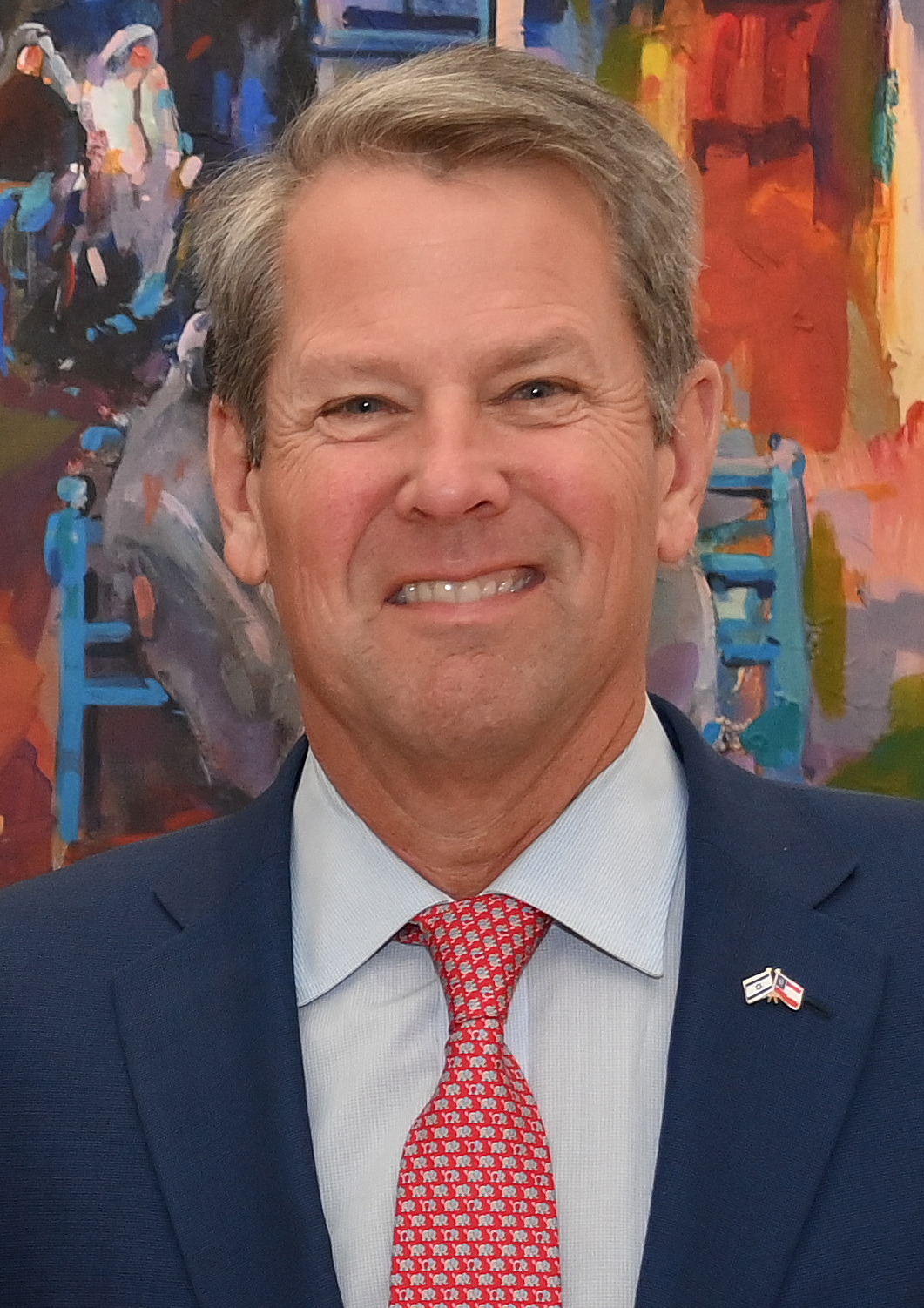
Gobernador Brian Kemp de Georgia (2019-presente)
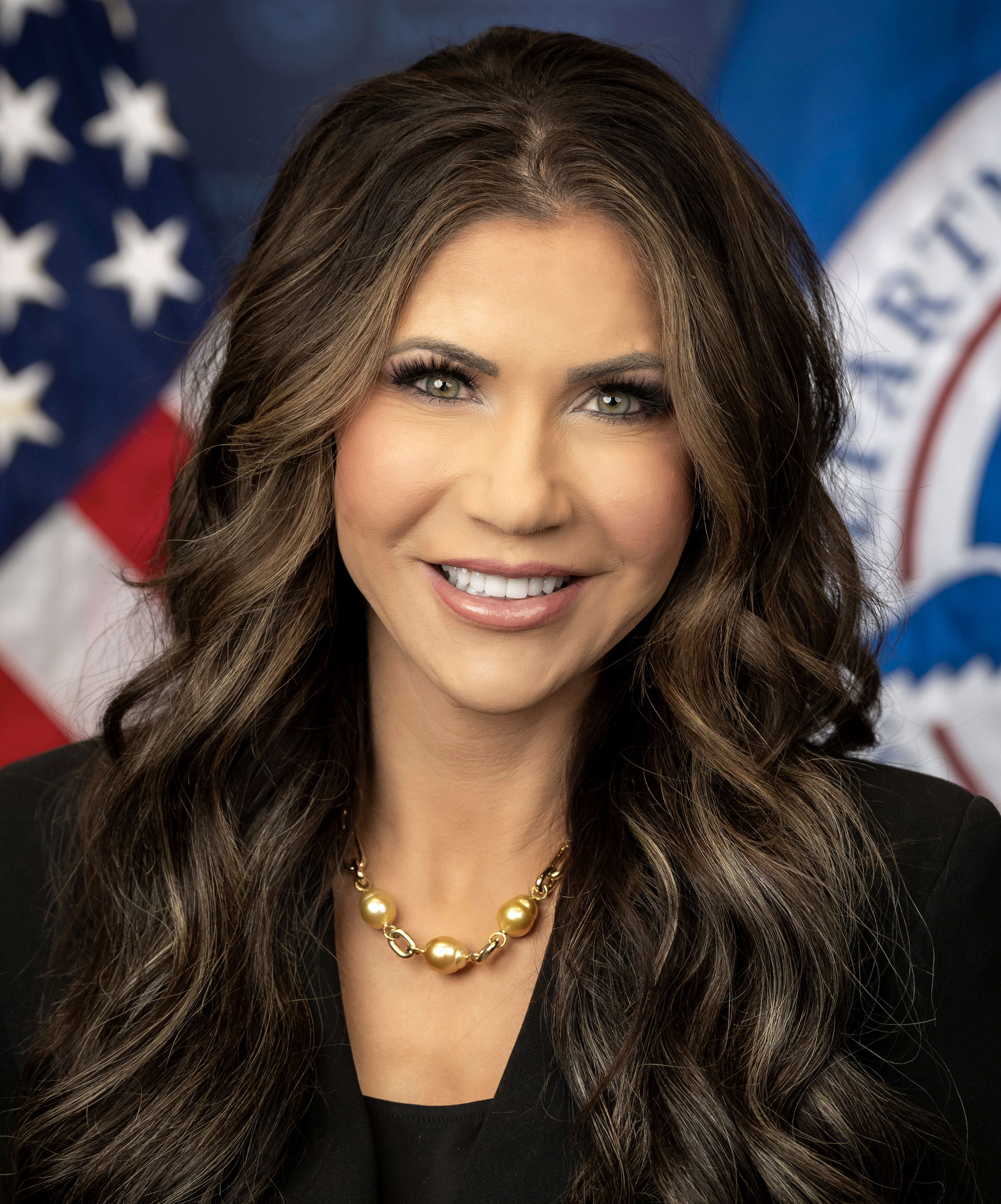
Secretaria de Seguridad Nacional Kristi Noem de Dakota del Sur (2025-presente)
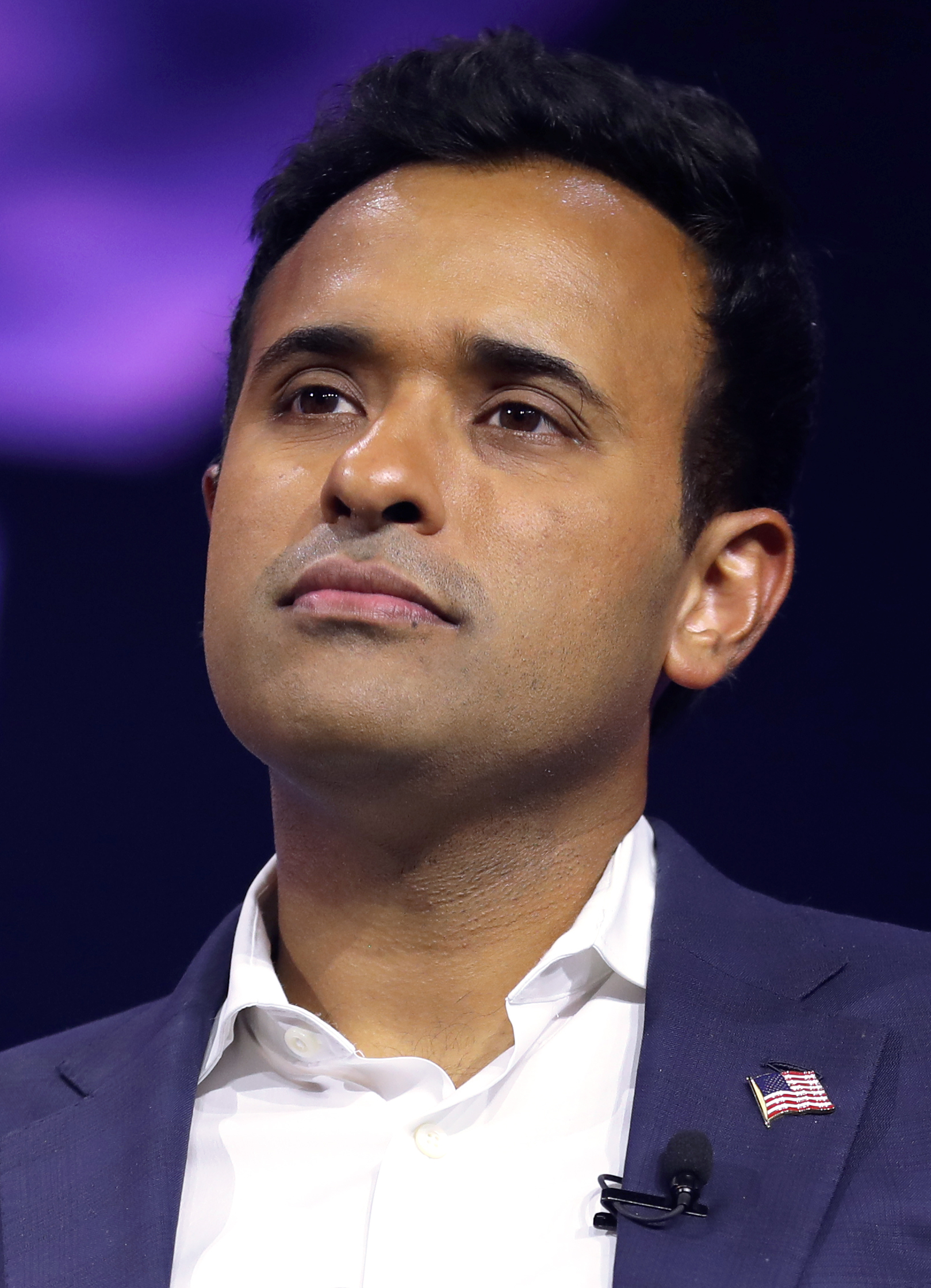
Empresario Vivek Ramaswamy de Ohio
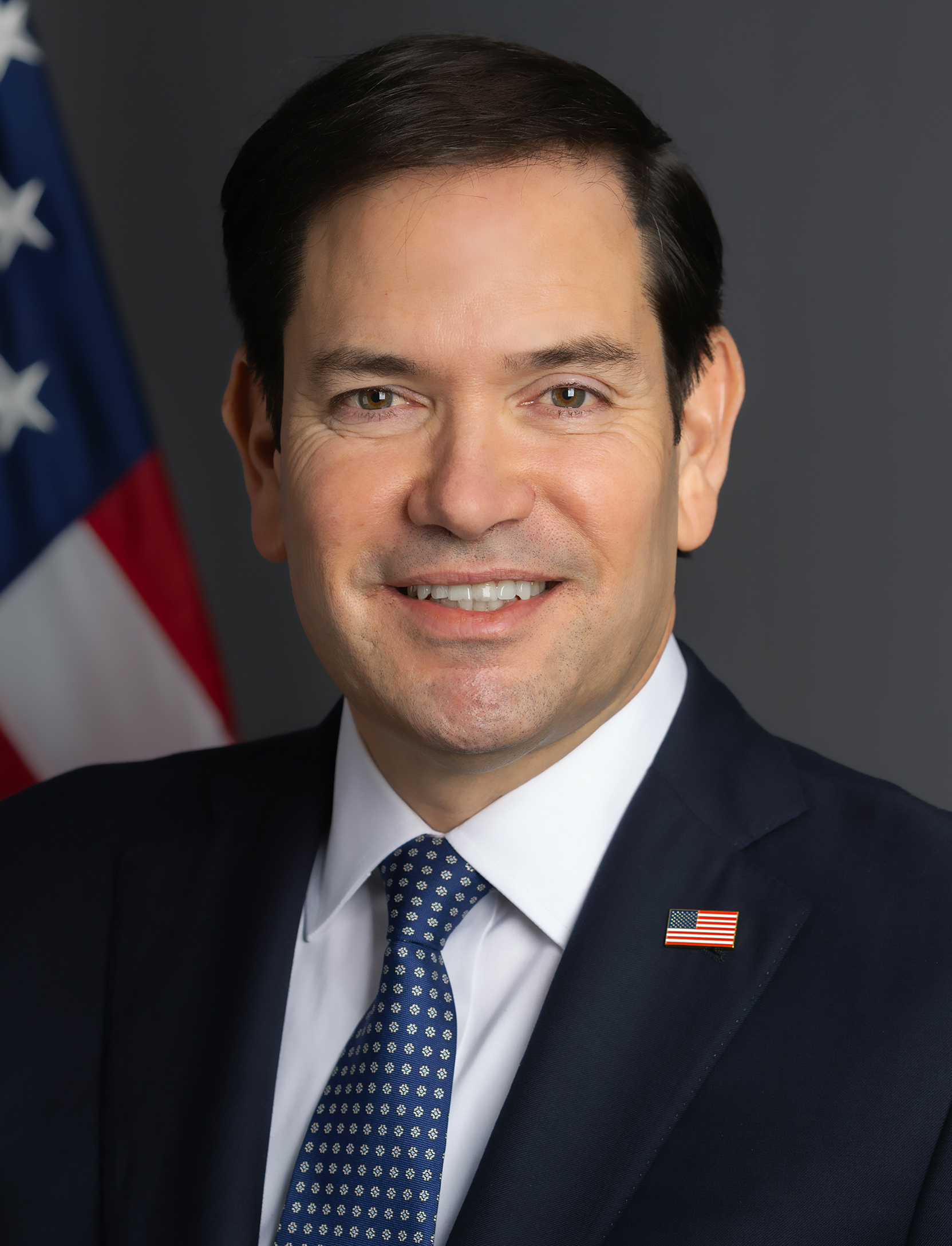
Secretario de Estado Marco Rubio de Florida (2025-presente)
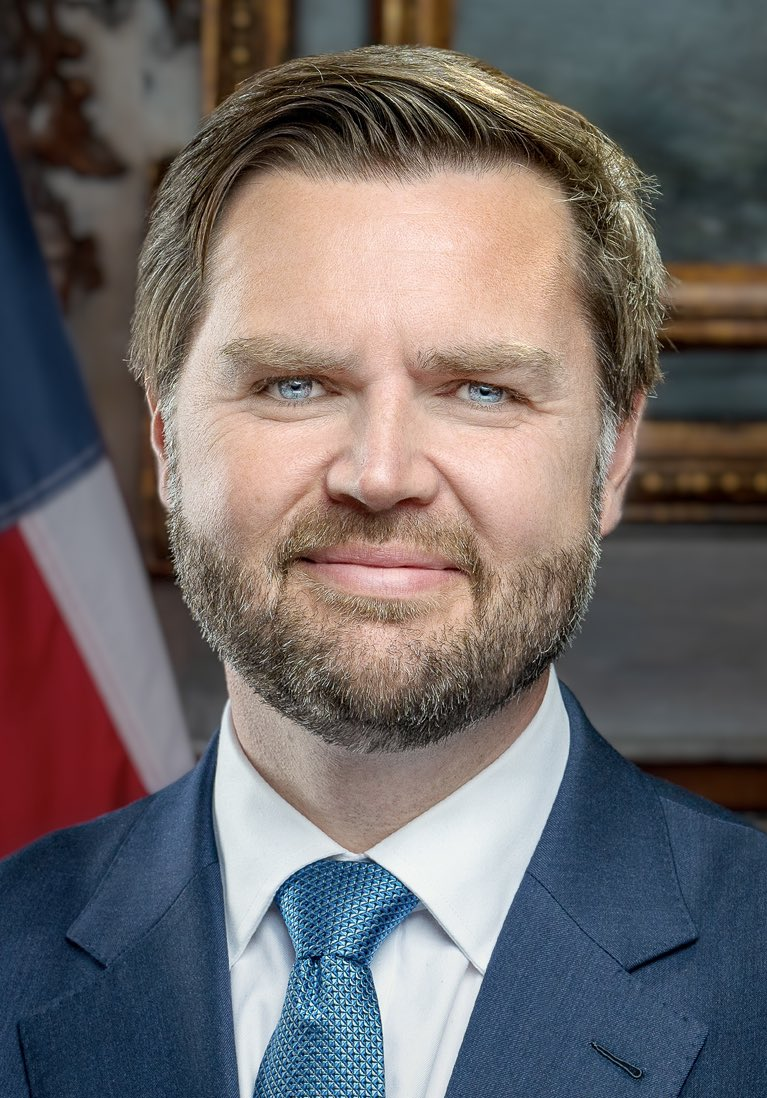
Vicepresidente J. D. Vance de Ohio (2025-presente)
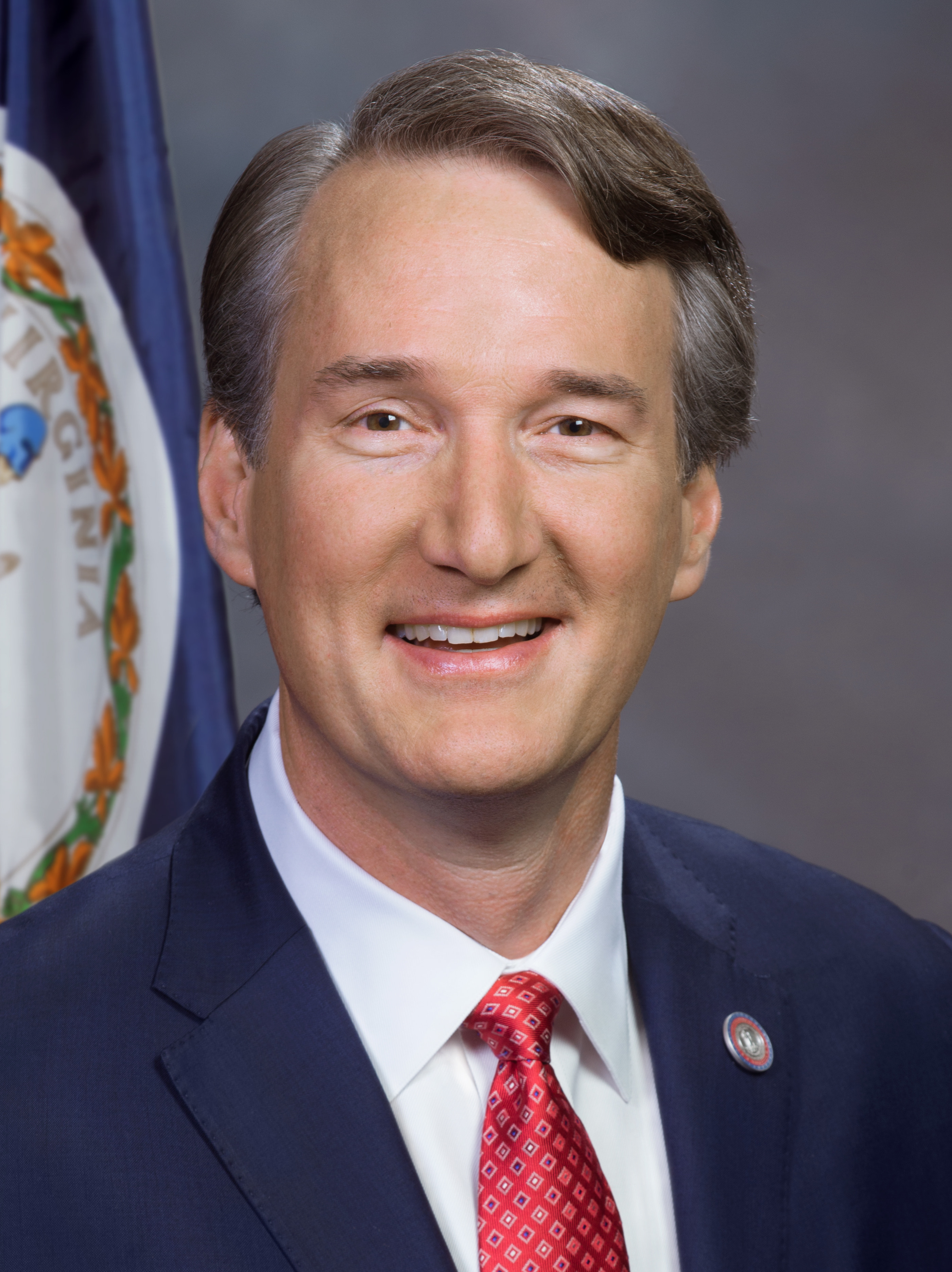
Gobernador Glenn Youngkin de Virginia (2022-presente)

- Gobernador
Glenn Youngkin
de Virginia
(2022-presente)

#### Greg Abbott
Greg Abbott es un político, abogado y jurista estadounidense que se desempeña desde 2015 como el 48.º gobernador de Texas. Se desempeñó de 2002 a 2015 como el 50.º fiscal general de Texas y de 1996 a 2001 como juez de la Corte Suprema de Texas. Abbott es el gobernador en ejercicio con más años en el cargo en Estados Unidos. Abbott es considerado un firme partidario de Trump, especialmente en materia de inmigración y de seguridad en la frontera sur. Ha trabajado para fortalecer la cooperación de su estado con la administración Trump en temas de inmigración. The Dallas Morning News y Houston Chronicle han señalado a Abbott como un posible contendiente.

#### Ted Cruz
Ted Cruz se ha desempeñado como senador estadounidense por Texas desde 2013. Cruz, que quedó en segundo lugar tras Donald Trump en las primarias presidenciales del Partido Republicano de 2016, ha dicho que espera volver a postularse a la presidencia en algún momento en el futuro. En mayo de 2024, le dijo a Fox News Digital que decidiría si lanzar una candidatura en 2028 «en el futuro». En octubre de 2024, el Houston Chronicle describió a Cruz como parte de una «lista corta de republicanos que se rumorea que se presentarán como candidatos presidenciales en 2028», pero agregó que sus esperanzas dependían de demostrar que podía atraer a votantes fuera de los «conservadores de línea dura». The Texas Tribune postuló, tras la victoria de Cruz en la reelección al Senado en noviembre de 2024, que había mantenido vivas sus ambiciones nacionales, e informó que Brendan Steinhauser, un agente del Partido Republicano de Texas independiente de la campaña de Cruz para el Senado, argumentó que la cómoda victoria de Cruz «lo mantiene en la conversación a nivel nacional», y agregó que Cruz podría impulsar su coalición en Texas hacia una campaña presidencial.

#### Ron DeSantis
Ron DeSantis se ha desempeñado como gobernador de Florida desde 2019 y anteriormente se postuló para la nominación republicana en 2024. Ha sido considerado un posible candidato por Politico, Florida Politics, y The Latin Times.

#### Nikki Haley
Nikki Haley, gobernadora de Carolina del Sur de 2011 a 2017, quedó segunda en las primarias a la nominación republicana en 2024. Anteriormente se desempeñó como Embajadora de los Estados Unidos ante las Naciones Unidas de 2017 a 2018, durante la primera administración de Trump.

#### Brian Kemp
Brian Kemp se ha desempeñado como gobernador de Georgia desde 2019. Kemp se opuso a las afirmaciones del presidente Trump sobre fraude electoral en las elecciones de 2020, pero finalmente Trump lo apoyó en la exitosa campaña de reelección de Kemp en 2022. Kemp ha sido considerado como un posible candidato para un cargo federal después de terminar su mandato como gobernador, ya sea para el Senado de los Estados Unidos en 2026 o para presidente en 2028.

#### Kristi Noem
Kristi Noem se ha desempeñado como gobernadora de Dakota del Sur desde 2019 y es la actual nominada a Secretaria de Seguridad Nacional de los Estados Unidos en la segunda administración de Trump. Consideró postularse a la presidencia en 2024, pero decidió no buscar la nominación.

#### Vivek Ramaswamy
Vivek Ramaswamy es un empresario multimillonario y fundador de Roivant Sciences. Anteriormente se postuló para la nominación republicana en 2024. Se le ha mencionado como posible contendiente en 2028.

#### Marco Rubio
Marco Rubio es el secretario de Estado y se desempeñó como senador estadounidense por Florida de 2011 a 2025. Rubio buscó la nominación republicana para presidente de los Estados Unidos en 2016, perdiendo ante Donald Trump. Seis ex secretarios de Estado han sido elegidos presidentes de Estados Unidos y Rubio ha sido mencionado como un posible candidato.

#### J. D. Vance
J. D. Vance se desempeñó como senador estadounidense por Ohio de 2023 a 2025 y es el vicepresidente de los Estados Unidos después de ganar las elecciones de 2024 como compañero de fórmula de Trump. Vance es el favorito en las elecciones primarias, según Nate Cohn de The New York Times, y el «heredero aparente de MAGA» según USA Today, así como The Columbus Dispatch, The Latin Times y el Asbury Park Press. The Hill afirmó que el desempeño de Vance en el debate contra el gobernador de Minnesota, Tim Walz, en octubre de 2024 mejoró su estatus como candidato presidencial.

#### Glenn Youngkin
Glenn Youngkin se ha desempeñado como gobernador de Virginia desde 2022 y la constitución del estado le prohíbe buscar un segundo mandato consecutivo. Politico ha informado que Youngkin es un posible candidato. Según The Washington Post, «parece estar sentando las bases» para una candidatura presidencial en 2028.

## Partido Demócrata

### Candidatos potenciales
- Potenciales candidatos demócratas[a]
- Gobernador
Andy Beshear
de Kentucky
(2019-presente)
- Secretario
Pete Buttigieg
de Míchigan
(2021-2025)
- Gobernador
Roy Cooper
de Carolina del Norte
(2017-2025)
- Vicepresidente
Kamala Harris
de California
(2021-2025)
- Senadora
Amy Klobuchar
de Minnesota
(2007-presente)
- Gobernador
Gavin Newsom
de California
(2019-presente)
- Representante
Alexandria Ocasio-Cortez
de Nueva York
(2019-presente)
- Senador
Jon Ossoff
de Georgia
(2021-presente)
- Representante
Dean Phillips
de Minnesota
(2019-2025)
- Gobernador
J. B. Pritzker
de Illinois
(2019-presente)
- Gobernador
Josh Shapiro
de Pensilvania
(2023-presente)
- Gobernador
Tim Walz
de Minnesota
(2019-presente)
- Senador
Raphael Warnock
de Georgia
(2021-presente)
- Gobernadora
Gretchen Whitmer
de Míchigan
(2019-presente)

#### Andy Beshear
Andy Beshear se ha desempeñado como gobernador de Kentucky desde 2019. Anteriormente estuvo en la lista de candidatos para ser el candidato a vicepresidente para las elecciones de 2024, y fue visto como un posible reemplazo del presidente Joe Biden antes de que se retirara de la carrera. Según The Washington Post, Beshear formó un comité de acción política en enero de 2024 para aumentar su perfil nacional. En octubre de 2024, Beshear encabezó un evento para los demócratas de Nuevo Hampshire, un estado clave en las primarias tempranas, donde se promocionó a sí mismo y a la vicepresidenta Kamala Harris ante los asistentes, señalando sus aspiraciones futuras. En respuesta a las especulaciones sobre sus ambiciones políticas, Beshear ha declarado en una entrevista con WDKY-TV que «verá qué le depara el futuro», sin descartar explícitamente una posible candidatura presidencial.

#### Pete Buttigieg
Pete Buttigieg se desempeñó como Secretario de Transporte de los Estados Unidos de 2021 a 2025. Antes de convertirse en Secretario de Transporte, se desempeñó como alcalde de South Bend, Indiana, del 1 de enero de 2012 al 1 de enero de 2020, antes de lanzar una campaña presidencial en 2020 . Buttigieg también fue candidato a ser compañero de fórmula de la vicepresidenta Kamala Harris después de que ella consiguió la nominación demócrata para presidente. U.S. News informó que Buttigieg es considerado el principal «comunicador» del partido y aparece en la televisión conservadora defendiendo las políticas del presidente Biden. Este informe también insinuó que Buttigieg también podría postularse para gobernador de Míchigan en 2026 para reemplazar a la gobernadora Gretchen Whitmer, al terminar su mandato. Después de las apariciones de Buttigieg en programas de radio en Nuevo Hampshire y Cleveland para abordar los planes de infraestructura para el futuro, ha habido especulaciones de que Buttigieg podría estar haciendo paradas anticipadas de campaña para la carrera de gobernador en Míchigan, así como para la elección presidencial.

#### Roy Cooper
Roy Cooper se desempeñó como gobernador de Carolina del Norte de 2017 a 2025. Se le consideró un posible candidato a vicepresidente para las elecciones de 2024, pero se descartó a sí mismo de la consideración. Politico también se ha referido a Cooper como un potencial contendiente para la nominación presidencial del Partido Demócrata en 2028. En una entrevista con The New York Times en diciembre de 2024, Cooper afirmó que «todo está sobre la mesa» y que estaba interesado en postularse nuevamente para un cargo público.

#### Kamala Harris
Kamala Harris se desempeñó como vicepresidenta de los Estados Unidos de 2021 a 2025. Se convirtió en la candidata a la presidencia en las elecciones presidenciales de 2024 después de que Biden retirara su candidatura, y perdió ante Donald Trump. Harris, que tiene la red de donantes más grande del Partido Demócrata, podría postularse nuevamente a la presidencia en 2028 según The New York Times, así como Politico, aunque su derrota en las elecciones anteriores podría potencialmente darle una desventaja. Según USA Today, Harris tenía la intención de presentarse como candidata en 2028 antes de la retirada de Biden. En noviembre de 2024, Politico informó que Harris está considerando postularse para presidente en 2028 o para gobernadora de California en 2026.

#### Amy Klobuchar
Amy Klobuchar se ha desempeñado como senadora estadounidense por Minnesota desde 2007. Candidata a las primarias demócratas de 2020, NBC News especuló en noviembre de 2024 que podría considerar volver a presentarse en 2028. Politico también incluyó a Klobuchar como posible candidata en diciembre de 2024.

#### Gavin Newsom
Gavin Newsom se ha desempeñado como gobernador de California desde 2019. Newsom ha sido visto como un contendiente para las elecciones presidenciales de 2028 por The New York Times, Politico, y The Washington Post después de que obtuvo atención nacional en diciembre de 2023, y fue visto como un posible reemplazo de Biden después de su retirad.a de las elecciones de 2024 por The New York Times. Según The New York Times, Newsom estaba considerando postularse a la presidencia para septiembre de 2023. Según Axios, Newsom y J. B. Pritzker donaron dinero al candidato a la alcaldía de Charleston (Carolina del Sur), Clay Middleton, lo que indica una ambición presidencial.

#### Alexandria Ocasio-Cortez
Alexandria Ocasio-Cortez se ha desempeñado como representante del 14.º distrito congresual de Nueva York desde 2019. Muchas fuentes han propuesto a Ocasio-Cortez como posible candidata. Politico señaló que Ocasio-Cortez «tiene un importante grupo de seguidores jóvenes y diversos». Según Politico, también hay especulaciones entre los medios de comunicación sobre la posibilidad de que Ocasio-Cortez sea una posible candidata a la presidencia en 2028. Los expertos de Spectrum News NY1 propusieron que Ocasio-Cortez sería una «contendiente formidable» si decidiera postularse para la Casa Blanca. Monica Crowley dijo que Ocasio-Cortez disfrutaba de un «apoyo popular real» debido a su prominencia en las redes sociales, mientras que Ben Mathis-Lilley de Slate escribió en noviembre de 2024 que Ocasio-Cortez «ya podría tener una oportunidad para ser la favorita para la nominación de 2028». Una encuesta de noviembre de 2024 encargada por Puck News encontró que Ocasio-Cortez era la primera opción para candidata entre el cuatro por ciento de los votantes que se identificaban con el Partido Demócrata.

#### Jon Ossoff
Jon Ossoff se ha desempeñado como senador estadounidense por Georgia desde 2021. En noviembre de 2024, NBC News lo mencionó a él y al senador sénior Raphael Warnock como posibles contendientes para 2028, señalando que ambos podrían subrayar su capacidad para tener éxito electoralmente en un estado que se considera difícil para los demócratas. En relación con Ossoff en relación con las elecciones de 2028, el veterano estratega demócrata Jared Leopold dijo: «Otro tipo del que nadie habla, por cierto, es Ossoff, porque se mantiene en silencio, pero es genial». En enero de 2025, The Advocate se refirió a Ossoff como un posible candidato, diciendo que su capacidad para movilizar a votantes jóvenes y diversos, además de su conocimiento de los medios y su enfoque en temas clave, «lo posiciona como un líder en ascenso con atractivo a nivel nacional».

#### Dean Phillips
Dean Phillips se desempeñó como representante del 3.er distrito congresional de Minnesota de 2019 a 2025. Phillips dirigió una campaña contra Biden en las primarias presidenciales del Partido Demócrata de 2024. Phillips recibió el segundo mayor número de delegados para la Convención Nacional Demócrata de 2024 de cualquier candidato en las primarias, pero no tuvo éxito. En una entrevista con CBS Minnesota, se le preguntó a Phillips sobre sus futuras aspiraciones políticas. Descartó postularse para el Senado de Estados Unidos o el cargo de gobernador en 2026, pero dijo que «nunca digas nunca» con respecto a otra campaña presidencial en 2028. HuffPost informó que después de la elección, Phillips dijo sobre su candidatura a la Casa Blanca: «Lo haría mil veces más». En una entrevista con The Nation, se le preguntó a Phillips qué es lo próximo para él y su relación con el Partido Demócrata, a lo que respondió: «He sido demócrata toda mi vida y todavía aspiro a desempeñar un papel en hacernos más competitivos y efectivos». El Minnesota Star Tribune informó que Phillips no está seguro de lo que hará después de dejar Washington en enero, pero no descartó otra candidatura presidencial cuando le dijo a los electores en la Biblioteca Ridgedale en Minnetonka que aunque no tiene planes de aspirar ni a la gobernación de Minnesota ni al Senado de los Estados UNidos, no tiene la intención de desaparecer de la escena política.

#### J. B. Pritzker
J. B. Pritzker se ha desempeñado como gobernador de Illinois desde 2019. Pritzker es un potencial contendiente demócrata, según el Chicago Sun-Times. Junto con Newsom, realizó una donación a Middleton. En 2023, Pritzker se negó a hablar directamente con el representante Dean Phillips sobre su esfuerzo por intentar convencerlo de participar en la carrera primaria presidencial del Partido Demócrata para oponerse a Biden.

#### Josh Shapiro
Josh Shapiro se ha desempeñado como gobernador de Pensilvania desde 2023. Estrategas y funcionarios demócratas consideran a Shapiro una figura crítica en Pensilvania, según Politico, y como un político que podría conseguir votos de los votantes blancos de clase trabajadora, según CNN. The Philadelphia Inquirer dijo que era uno de los favoritos en las primarias. Según The New York Times, Shapiro era visto como un posible reemplazo de Biden.

#### Tim Walz
Tim Walz se ha desempeñado como gobernador de Minnesota desde 2019. Habiendo sido compañero de fórmula de Kamala Harris en 2024, Walz es considerado un candidato potencial, y Politico analizóa Walz como un posible contendiente en noviembre de 2024, citando a un miembro anónimo del personal de Harris que dijo: «Cuando los demócratas comienzan a hablar sobre 2028, hace seis meses, el nombre de Walz no habría estado en la lista, ahora podría estar en la parte superior». En enero de 2025, The Advocate lo describió como «un candidato atractivo», destacando su capacidad para conectar con los votantes rurales y urbanos por igual, así como su experiencia gobernando un estado políticamente diverso.

#### Raphael Warnock
Raphael Warnock se ha desempeñado como senador estadounidense por Georgia desde 2021. En noviembre de 2024, NBC News lo mencionó junto con su colega senador de Georgia, Jon Ossoff, como posibles contendientes para 2028, y señaló que ambos podrían subrayar su capacidad para tener éxito electoralmente en un estado que se considera difícil para los demócratas. En diciembre de 2024, Politico lo destacó como un candidato potencial con «promesa nacional». Más tarde ese mes, The Guardian lo elogió por sus habilidades oratorias y destacó sus posturas políticas progresistas sobre la atención médica y el derecho al voto.

#### Gretchen Whitmer
Gretchen Whitmer se ha desempeñado como gobernadora de Míchigan desde 2019. En enero de 2025, Associated Press incluyó a Whitmer como posible candidata demócrata a la presidencia en 2028. Además, Politico mencionó a Whitmer como una posible candidata para la nominación presidencial demócrata de 2028 en diciembre de 2024. Whitmer era una de las principales candidatas para ser compañera de fórmula de Biden en 2020 y, desde entonces, su estrella política ha ascendido. En 2023, Whitmer se negó a hablar directamente con el representante Dean Phillips sobre su esfuerzo por intentar convencerla de participar en la carrera primaria presidencial del Partido Demócrata para oponerse a Biden.

### Se negaron a ser candidatos
Las siguientes personas declararon que no se postularían a la presidencia:
- Wes Moore, 63.er gobernador de Maryland (2023-presente)[88]